# Ralf Kowalsky

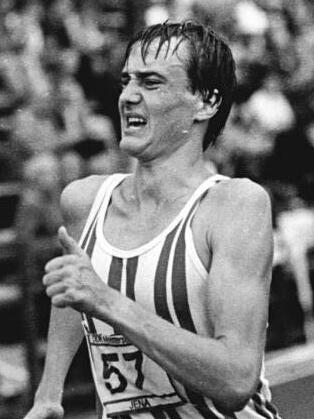
Ralf Kowalsky bei den DDR-Meisterschaften 1981

Ralf Kowalsky (* 22. März 1962 in Elgersburg; † 14. November 1990 bei Chemnitz) war ein deutscher Leichtathlet aus der Deutschen Demokratischen Republik (DDR), der einige Weltbestleistungen im Bahngehen aufstellte.
Kowalsky war 1981 Junioreneuropameister im 10.000-Meter-Bahngehen und DDR-Meister im 20-Kilometer-Straßengehen. Am 28. März 1982 verbesserte Kowalsky auf der Bahn in Ostberlin die Weltbestleistungen über 25.000 Meter auf 1:45:53 h und über 30.000 Meter auf 2:06:54 h. Der DVfL, der Leichtathletikverband der DDR, meldete die Leistungen aber nicht an den Leichtathletikweltverband weiter. 1983 gewann Kowalsky erneut bei den DDR-Meisterschaften über 20 Kilometer und belegte bei den Weltmeisterschaften in Helsinki den 14. Platz. Am 9. Juni 1984 stellte Kowalsky im 5000-Meter-Bahngehen mit 18:42,66 min eine neue Weltbestzeit auf. 1986 ging Kowalsky auf der 20-Kilometer-Distanz mit 1:20:31 h persönliche Bestleistung, wurde aber bei den Europameisterschaften in Stuttgart disqualifiziert.
Kowalsky startete für den TSC Berlin, bei einer Körpergröße von 1,83 m betrug sein Wettkampfgewicht 64 kg. Er war mit der Mittelstrecklerin Katrin Wühn verheiratet. 
Am 14. November 1990 war Kowalsky zu einer sportmedizinischen Untersuchung in Kreischa. Auf der Rückfahrt mit seinem Auto verunglückte er bei Chemnitz tödlich. 